# Passo di Pramollo
Il passo di Pramollo, (Pramuel in friulano, Nassfeldpass o Nassfeldsattel in tedesco, Mokrine in sloveno) è un valico alpino automobilistico delle Alpi Carniche orientali, in Friuli-Venezia Giulia, posto a quota 1.530 m (il secondo valico automobilistico più alto della regione dopo il passo del Cason di Lanza, posto poco più a ovest) che collega l'Italia (Carnia orientale) a sud e l'Austria (Carinzia) a nord, all'interno del territorio del comune di Pontebba, in provincia di Udine.

## Storia

### Etimologia
In tutte le lingue locali (friulano, italiano, tedesco e sloveno) il toponimo allude all'antica presenza di zone paludose sul valico (Pramollo = "prato mollo"; Pramuel = da Prât muel, "prato ammollo"; Nassfeld = "campo bagnato" o "campo fradicio"; Mokrine = "zona paludosa"), in prossimità del quale si trova oggi un laghetto alpino noto come Lago di Pramollo.

## Descrizione
Il passo sale con una strada tortuosa da Pontebba, nel Canal del Ferro, in Italia, e scende quindi verso il paese di Tröpolach in Austria, nella valle del Gail (Gailtal in tedesco) con il confine tra l'Austria e l'Italia che si trova proprio in cima al passo: è una località sciistica, con gli impianti prevalentemente dalla parte austriaca, ed è il più grande comprensorio sciistico della Carinzia, con i suoi 110 km di piste e 30 impianti, con alcuni impianti di risalita che rimangono in funzione anche nella stagione estiva come collegamento con le vette circostanti. Nella prima domenica di agosto si svolge la tradizionale "festa dell'amicizia Friuli/Carinzia" organizzata dai comuni di Pontebba e Hermagor.

### Il progetto Pramollo
Dagli anni ottanta si dibatte sull'opportunità di realizzare un impianto funiviario che colleghi Pontebba alla zona sciistica a monte, Pramollo Nassfeld. La Regione Autonoma Friuli Venezia Giulia si è impegnata a sostenere questo progetto, stanziando un finanziamento che va a integrare i capitali messi a disposizione dai privati e dal Land Carinzia. Il 7 dicembre 2017, dopo 27 anni di discussioni ed attese, il progetto viene definitivamente accantonato dalla giunta Serracchiani.

## Galleria d'immagini

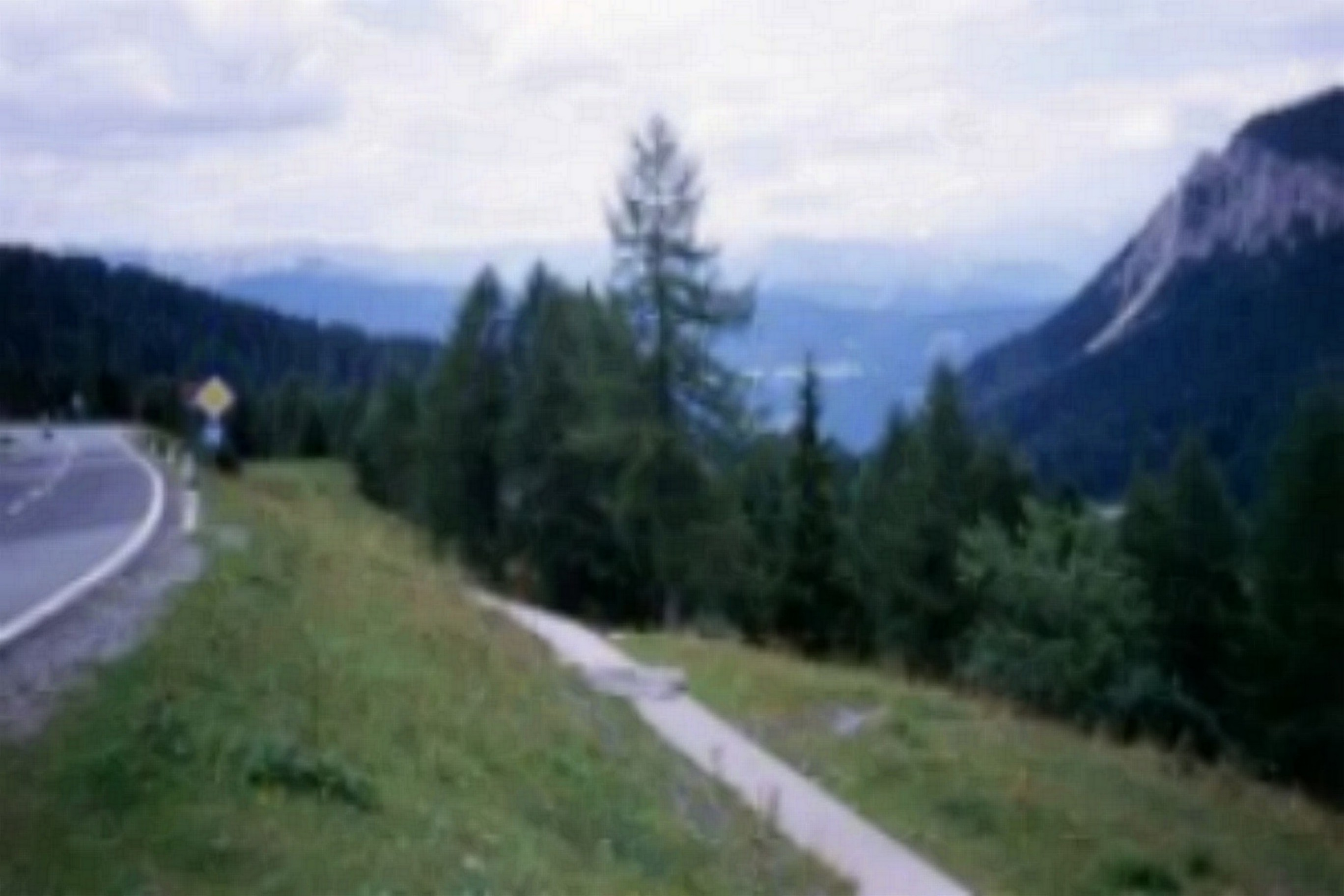
Veduta del passo
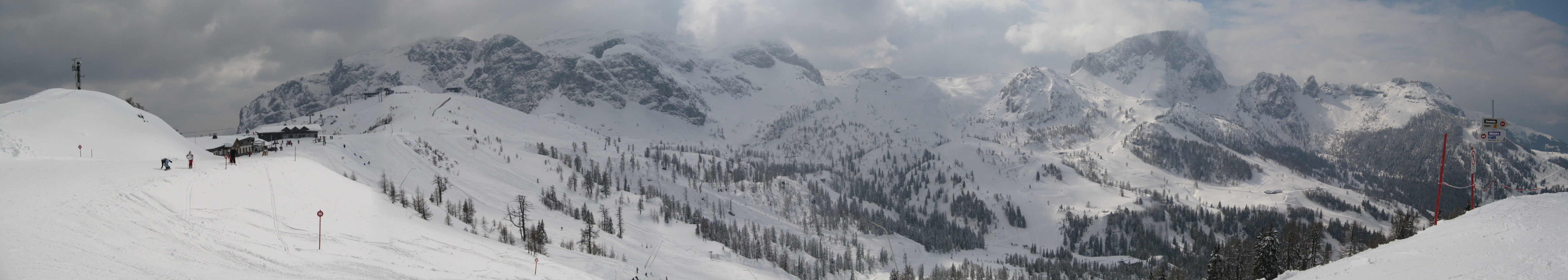
Panorama invernale del comprensorio sciistico
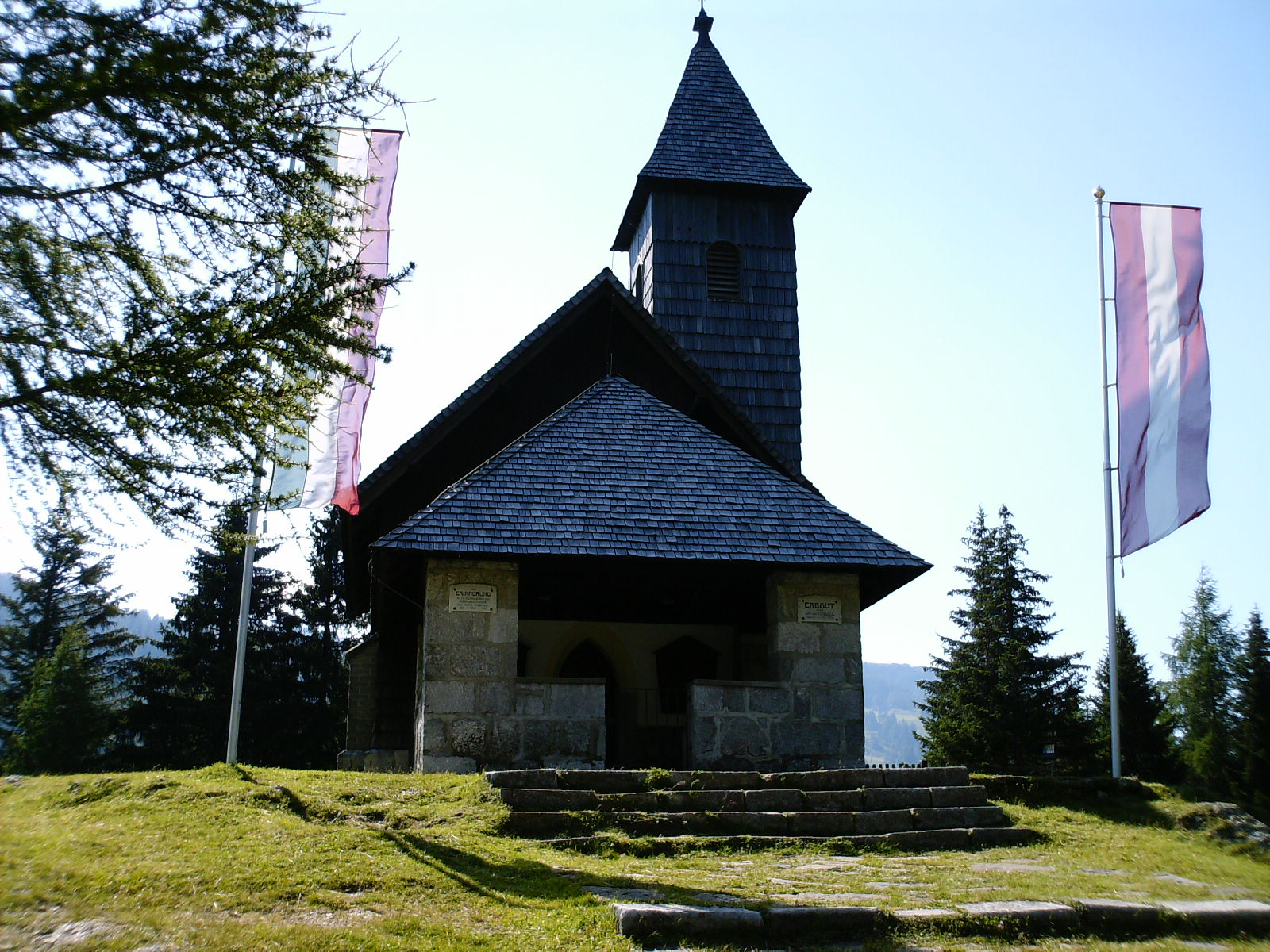
La chiesa sul confine Italo-Austriaco
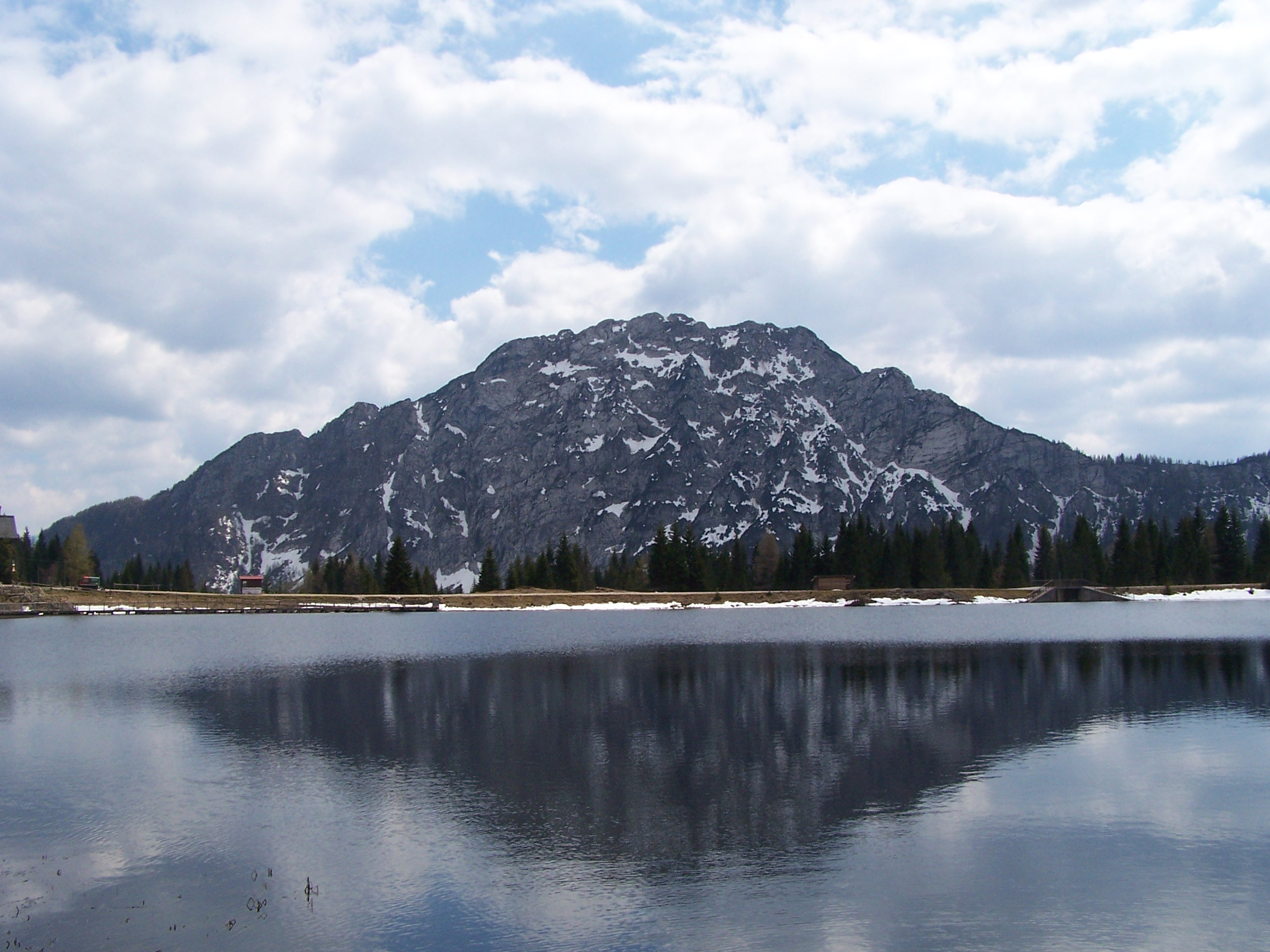
Il lago di Pramollo